# Gossnab
Gossnab (ryska: Госснаб), den statliga kommittén för leverans av material och utrustning i Sovjetunionen. Gossnabs uppgift var att kontrollera alla leveranser av varor och material från produktionsenheterna ut till andra enheter inom samhället. Gossnab implementerade de femårsplaner som Gosplan räknat ut och hade stor makt över distributionen över landet och därmed också över de brister på varor och material som periodvis rådde i Sovjetunionen.